# László Detre (astrónomo)
László Detre (19 de abril de 1906, Szombathely – 15 de octubre de 1974, Budapest) fue un astrónomo húngaro, especialista en estrellas variables.

## Semblanza
Director desde 1943 del Observatorio Konkoly de Budapest, también fue profesor de la Universidad de Budapest, y editor del Boletín de Información de Estrellas Variables de la Unión Astronómica Internacional.
Sus dos hijos han sido navegantes destacados: Szabolcs Detre (padre de la windsurfista Diána Detre) y Zsolt Detre. 

## Eponimia
- Descubrió en 1940 el asteroide (1538) Detre, denominado así en su memoria.